# Barringtonia asiatica
Barringtonia asiatica (L.) Kurz, 1875 (in inglese chiamata anche fish poison tree, putat  oppure sea poison tree) è una pianta della famiglia Lecythidaceae, diffusa in Africa orientale, Asia meridionale e Oceania.

## Descrizione

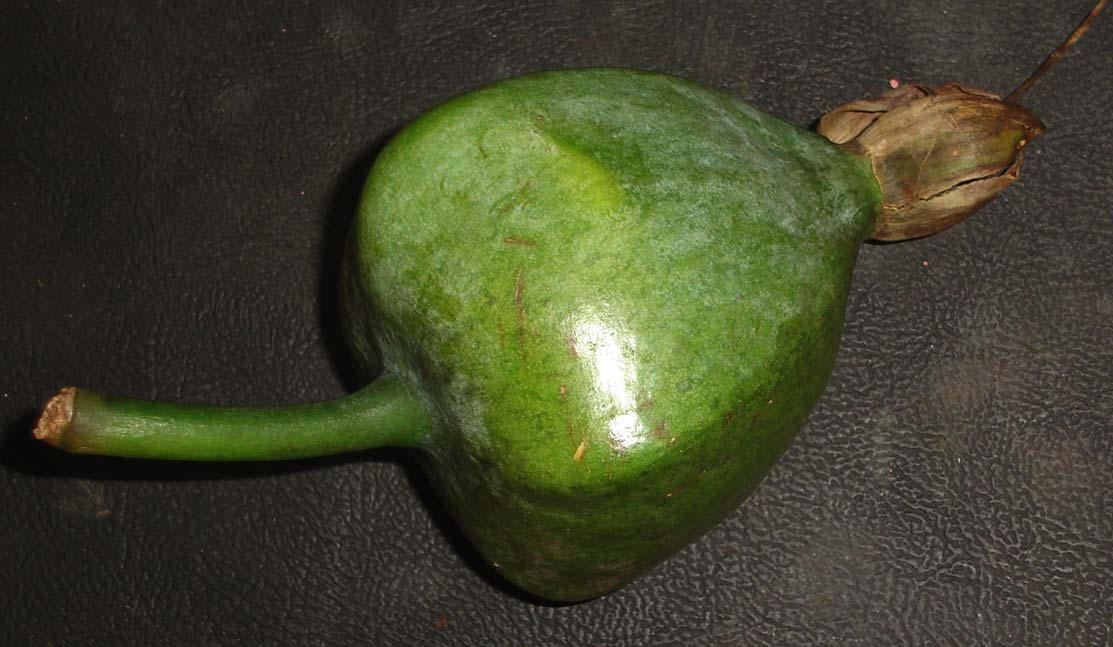
Frutto

È un albero di piccole e medie dimensioni che cresce fino a 7–25 m di altezza.
Le foglie sono obovate strette, 20–40 cm di lunghezza e 10–20 cm di larghezza.
I fiori presentano vistosi ciuffi di stami bianchi con la punta rosa. Si aprono di notte e sono intensamente profumati.
Il frutto, quadrangolare, misura 9–11 cm di diametro e presenta uno spesso strato fibroso e spugnoso che ricopre un seme di 4–5 cm.

## Biologia
Si riproduce per impollinazione ad opera di grandi falene e pipistrelli che si nutrono del suo nettare.

## Distribuzione e habitat
La specie ha un areale esteso e frammentato che comprende le aree costiere della Tanzania e del Madagascar, dello Sri Lanka, del Vietnam, della Malaysia, di Singapore, di Taiwan, dell'Australia, delle Samoa Americane e delle isole Cocos.
E una specie tipica delle mangrovie, predilige ambienti prossimi all'acqua e soggetti alle maree.